# Gornji Statovac
Gornji Statovac (cyr. Горњи Статовац) – wieś w Serbii, w okręgu toplickim, w mieście Prokuplje. W 2011 roku liczyła 21 mieszkańców.